# معركة المحمرة 1980
معركة المحمرة (معركة خرمشهر في إيران)، شهدت اشتباكًا هائلاً بين العراق وإيران في الحرب العراقية - الإيرانية. ووقعت المعركة في الفترة بين 22 سبتمبر و10 نوفمبر 1980، وعرفت بضراوتها وظروفها العنيفة، وأصبح يطلق الإيرانيون على المدينة اسم «خونينشهر» بمعنى «مدينة الدم».

## مقدمة الأحداث
كان يبلغ عدد سكان مدينة المحمرة قبل نشوب الحرب حوالي 220 ألف نسمة وازدهرت بشكل كبير حتى أصبحت واحدة من أهم مدن الموانئ في العالم ومقرًا لبعض أكثر الأحياء الاستثنائية في إيران. وكان غالبية السكان أثرياء وينتمون إلى الطبقة العليا، وإلى جانب مدينة عبادان.[بحاجة لمصدر]
بعد الثورة الإيرانية الإسلامية في عام 1979، بدأت أصوات جماعات عربية مناهضة للحكومة الإيرانية في محافظة خوزستان بالمطالبة بالانضمام إلى العراق، وشهدت المدينة في شهري أكتوبر وسبتمبر عام 1980 العديد من أحداث الفوضي والعنف في المدينة، ووقعت في هذه الفترة أيضًا العديد من الانتهاكات على الحدود بين إيران والعراق، وتكررت هذه الانتهاكات وأحداث العنف كثيرًا لدرجة أن بعض السكان المحليين اعتقدوا أن الأيام الأولى للحرب كانت نتيجة تفاقم الاشتباكات، وأخيرًا وفي 17 سبتمبر أعلن الرئيس العراقي صدام حسين إلغاء اتفاقية الجزائر التي وقعها عام 1975، وهكذا بدأ العد التنازلي للحرب التي ستبدأ بعد بضعة أيام.
حينها بدأ الجيش الإيراني في حفر مجموعة من الخنادق على مشارف المحمرة، وقد احتوى الخندق الأول على جنود نظاميين والثاني على دبابات ومدفعية وأسلحة مضادة للدبابات، وكانت حامية دز في الجيش الإيراني مسؤولة عن معظم الدفاعات الخارجية للمدينة مع فرقة واحدة من دبابات تشيفتن بريطانية الصنع تحت تصرفهم.
وكان مركز القيادة الرئيسية في «المسجد الجامع» بوسط المدينة تحت سيطرة الحرس الثوري، وكان المسجد طوال مدة المعركة قاعدة لتنظيم الدفاعات وتعزيز القوات التي نفدت منها الذخائر والطعام والماء، وقامت النساء اللاتي في الخدمة بطهي الطعام للجنود المنهكين وتوفير المأوى، وكان محمد جهان آرا قائد قوات الحرس الثوري في مدينة المحمرة، ولم يحظ معظم الجنود بأكثر من خمسة عشر يومًا من التدريب في البداية.

## المرحلة الأولى

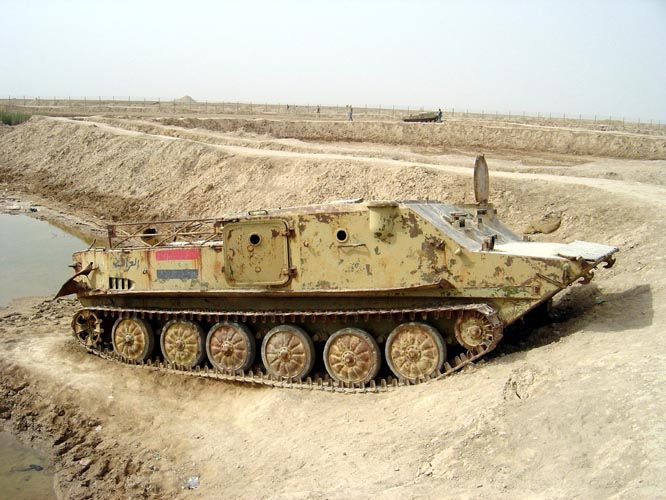
حطام دبابة بي تي أر-50 عراقية في مدينة المحمرة بمحافظة خوزستان

في ظهر يوم 22 سبتمبر، بدأت القوات العراقية المرحلة الأولى في عملية الهجوم من خلال شن سلسلة من الضربات الجوية على مستوى إيران، وكان مكتب الجمارك في مدينة المحمرة ضمن الأهداف الأولى، وأطلقت 150 سرية مدفعية متمركزة حول المدينة العراقية تنومة رشقات بكثافة. وبحلول المساء، توقفت الضربات الجوية وغرقت المدينة في الحرائق والدخان. وانقطعت الخدمات الأساسية، مثل المياه والكهرباء وقتل عشرات الآلاف في الطرف الغربي من المدينة، وخصوصًا في منطقة طالقاني ومحطة السكك الحديدية وحي مولاوي.[بحاجة لمصدر]
وفي الليل، تحركت 500 دبابة عراقية باتجاه طريق المحمرة - الأحواز. وسقطت النقاط العسكرية المحيطة بالمدينة، ولكن استطاع المدافعون الإيرانيون التصدي للعديد من الدبابات العراقية باستخدام بنادق عديمة الارتداد. ومع ذلك، في الصباح الباكر في يوم 23 سبتمبر، سقطت معظم هذه النقاط العسكرية أمام الفرق الآلية العراقية. ولكن، هذا منح الإيرانيين وقتًا كافيًا لتجهيز الدفاعات في المدينة وحولها.
بعد ذلك، تقدم العراقيون لحصار مدينة المحمرة على شكل هلال. وتضمن اليوم الثالث والرابع من الاحتلال محاولة القوات العراقية إحكام سيطرتها على طريق المحمرة-الأحواز. ومع ذلك، واجهت القوات العراقية عدوًا عنيدًا؛ حيث عادت القوات الإيرانية باستمرار مسلحة بمدافع آر بي جي وبنادق عيار 106 ملم. وتم القضاء على جزء كبير من حامية دز، ولكن ساهمت المعركة في إبطاء تقدم القوات العراقية.
ومع ذلك، نجحت القوات العراقية بحلول 30 سبتمبر في إخلاء معظم الخنادق والسيطرة على المنطقة المحيطة بالمدينة؛ حيث فصلتها عن كل من مدينة عبادان وباقي محافظة خوزستان. وبتحقيق هذه الانتصارات، وقفت القوات العراقية على أبواب مدينة المحمرة.
وعند شروق الشمس، أصبحت وحدة مكونة من 60 جندي كوماندوز الأولى بين آلاف القوات العراقية التي دخلت مدينة المحمرة عن طريق الميناء الواقع في أقصى الجنوب. وتصدى لهذه القوة عدد من المدافعين التابعين للحرس الثوري؛ وتعرض ثمانية منهم للقتل. وحتى مع ورود هذه الأنباء، تحركت دبابات ووحدات آلية من الفرقة الثالثة بالجيش العراقي إلى داخل المدينة في وقت لاحق من نفس اليوم. وانتقلت قوة لاحتلال مجزر وأخرى للاستيلاء على محطة السكك الحديدية وثالثة لتأمين ثكنات دز في منطقة طالقاني. وانتظرت قوات الحرس الثوري القوات العراقية في هذه المواقع بمدافع آر بي جي وزجاجات مولوتوف. وتوقف الهجوم العراقي في الضواحي عندما اصطدم بدبابات تشيفتن. ونجحت الهجمات المضادة المحلية التي شنتها فرق الحرس الثوري المضادة للدبابات في إعادة القوات العراقية من نقاط عديدة. ولاحقًا، أشارت التقارير إلى وقوع اقتتال داخلي بين الوحدات العراقية، وهذه علامة ضعف ظهرت على مجندين حصلوا على تدريب سيئ. وكان حجم قوة الدبابات العراقية الضخم فعالاً في مواجهة الفرق المضادة للدبابات، ولكن عندما واجهت المدرعات الإيرانية، توقفت الهجمات. وبعد قتال عنيف، احتلت القوات العراقية المجزر ومحطة السكك الحديدية، ولكنها انسحبت إلى مواقع سابقة في ضواحي المدينة.

## المرحلة الثانية

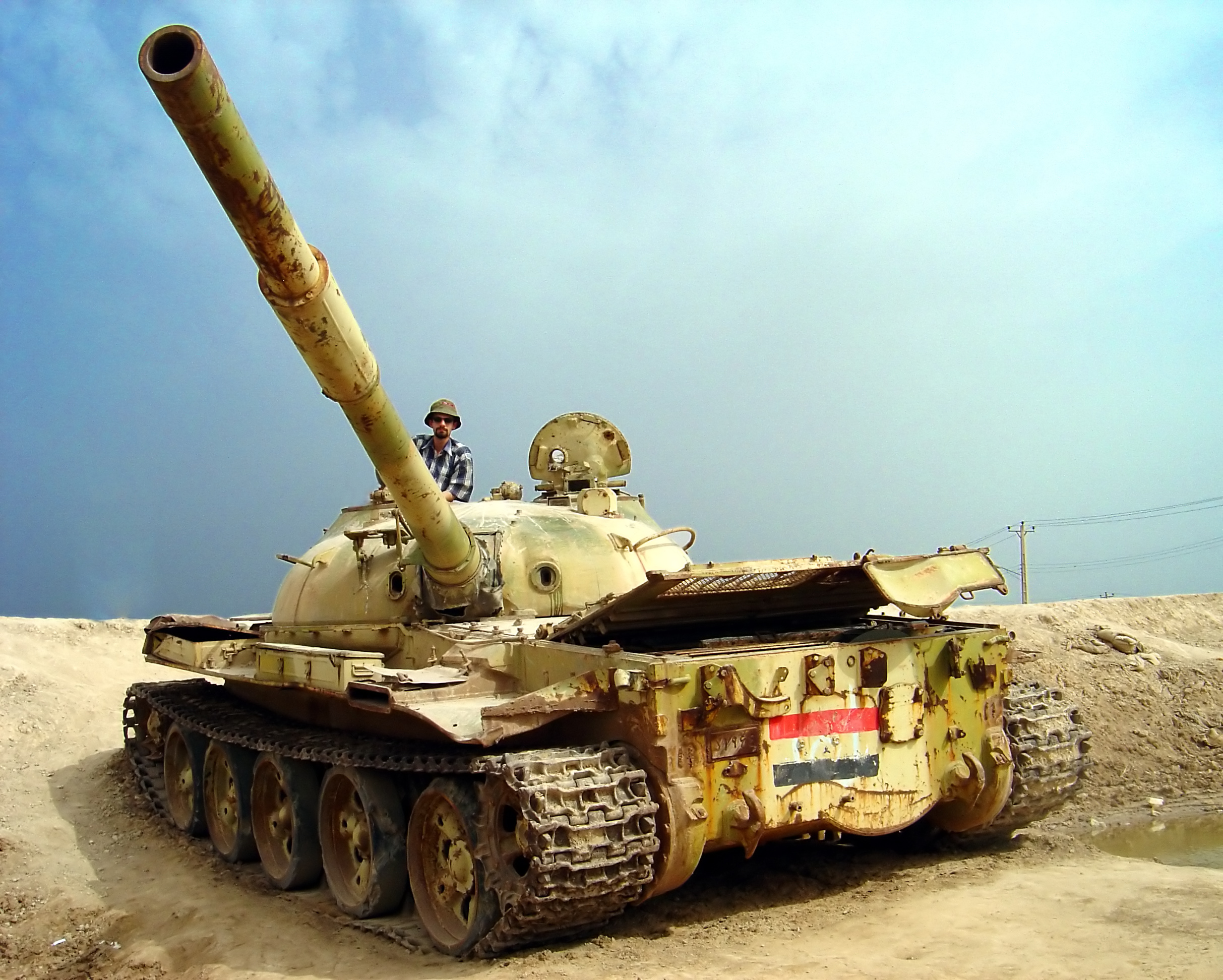
حطام دبابة تي-62 عراقية في مدينة المحمرة بمحافظة خوزستان

تجاوبًا مع الخسائر الضخمة التي أسفر عنها الهجوم الأول، استعادت القوات العراقية ضواحي المدينة لحين شن هجومها التالي في 11 أكتوبر. وفي ذلك الوقت، قصفت القوات العراقية المدينة بلا رحمة بأوامر من المقدم العراقي أحمد زيدان. وقررت القيادة العليا إرسال وحدات كوماندوز إضافية مسلحة لتقديم المساندة.
وفي يوم 14 أكتوبر، تحركت القوات العراقية مرة أخرى مستعينة بعناصر الهجوم الليلي لمساعدتها على التقدم ومباغتة العدو ووضع نقاط مراقبة فوق مبانٍ عالية. وكثيرًا ما يستخدم الإيرانيون قناصة في الليل، وهو ما أعاق تقدم القوات العراقية. ونتيجة الهجمات المتكررة من الأسلحة المشتركة، نجحت القوات العراقية في تجاوز دبابات تشيفتن الإيرانية ووحدات الحرس الثوري.
حققت القوات العراقية من خلال هذه التكتيكات نتائج مهمة؛ حيث سيطرت القوات الخاصة ووحدات الكوماندوز على الميناء ومركز شرطة المرور. وسيطرت الالوية المدرعة على ثكنات دز في منطقة طالقاني وتحكمت في الطريق الرئيسي المؤدي إلى المسجد الجامع. وكثيرًا ما كانت تخاض المعارك من منزل لمنزل ومن طابق لطابق ومن غرفة لغرفة. وتشير التقارير إلى أن القوات العراقية كانت تواجه في بعض الأوقات وحدات الحرس الثوري والباسيج مسلحة بأي شيء، من البنادق الهجومية إلى العصي والسكاكين.

## المرحلة الثالثة

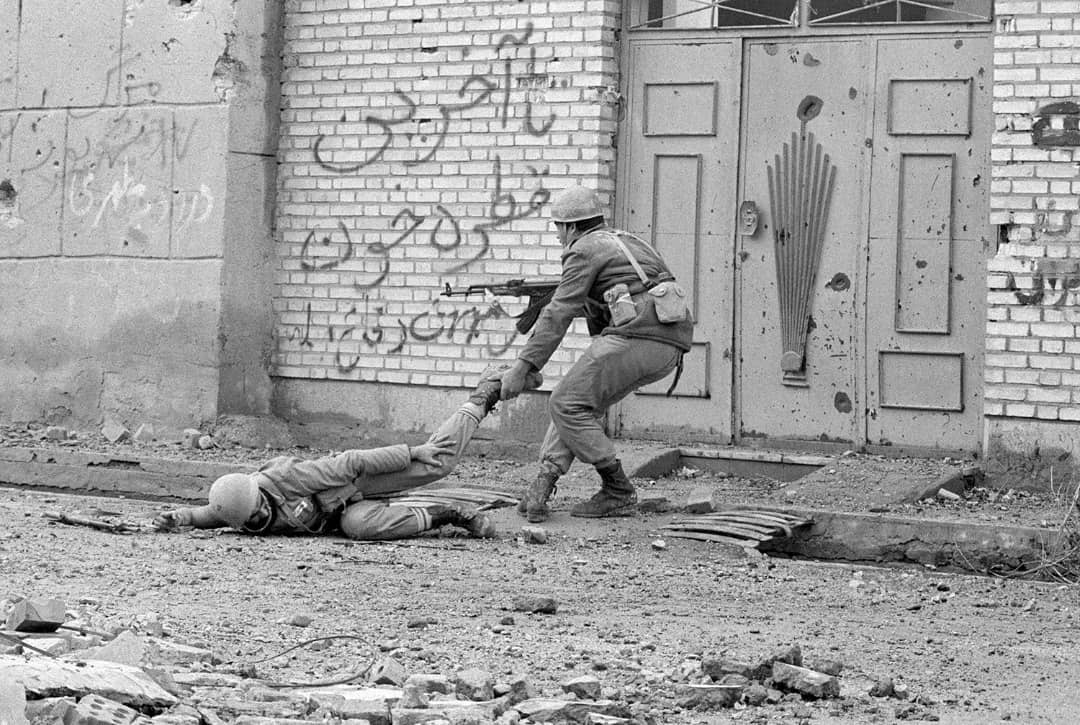
جُندي إيراني ينقذ زَميله المُصابًا.

كان وسط المدينة في مرمى بصر القوات العراقية بحلول 21 أكتوبر، ولكنها غيرت أهدافها لتصبح السيطرة على كل من مبنى الحكومة والجسر الذي يربط مدينة المحمرة بعبادان. وبشكل إجمالي، اشتركت خمس كتائب مدفعية وقوات خاصة في تحقيق هذه الأهداف. وكانت الخطة الرئيسية للهجوم هي السيطرة على هذه الأهداف في غضون ثمانٍ وأربعين ساعة وفرض السيطرة بشكل فعال على مدينة المحمرة.
انطلقت القوات في ساعة مبكرة من يوم 24 أكتوبر. وقد قاتلت القوات الإيرانية العراقيين بضراوة، ولكن سقط الجسر في أيدي القوات العراقية في غضون خمس ساعات. وفي الطريق إلى مبنى الحكومة، واجهت المدرعات العراقية مقاومة شرسة في الشوارع والأحياء المحيطة. وبينما اقترب القتال من وسط المدينة، انخفض دور دبابات تشيفتن الإيرانية حتى أصبح مساندًا فقط، وذلك بسبب عدم قدرتها على إطلاق النار عبر الشوارع الضيقة والمحدودة. بالإضافة إلى أن نقص الذخائر والتعب بدأ في إضعاف قوة جنود المشاة الإيرانيين. وفي وقت متأخر من ظهر يوم الرابع والعشرين، سيطرت القوات العراقية على مبنى الحكومة. وكانت القوات الإيرانية محيطة بالقوات العراقية وأبعدتها، ولكن الأخيرة شنت هجومًا مضادًا في الليل؛ مما جعلها تنجح في فرض سيطرتها على المبنى.
كان كل ما تبقى في المدينة هو المسجد الجامع وعدد قليل من أفراد الحرس الثوري والمتطوعين الشباب. وبدأ قادة الجيش والحرس الثوري الإيراني في إصدار أوامر الإخلاء النهائية مع تحذيرات من ضربات جوية وشيكة تشنها القوات الجوية الإيرانية. وطوال ليل يومي 25 و26 أكتوبر، تقدم ما تبقى من المدافعين الإيرانيين من أجل الإخلاء باتجاه نهر كارون. وقد قصفتهم المدفعية العراقية أثناء هروبهم، ولكن ظل بعض المتطوعين من الشباب في الخلف لتغطية انسحابهم. وفي الصباح الباكر في يوم 10 نوفمبر ، كانت مدينة المحمرة تحت السيطرة العراقية.

## بعد المعركة
أصبحت المدينة فعليًا مدينة أشباح باستثناء قوات الجيش العراقي. وبعد بدء الاحتلال فورًا، سلب الجنود البضائع من الموانئ الإيرانية، بما فيها صنابير المياه ونقلوها إلى مدينة البصرة.[محل شك] ووفقًا لادعاءات أخرى[بحاجة لمصدر]. وذكر أيضًا أن الجنود العراقيين أقاموا عوارض حديد ووضعوا السيارات بشكل رأسي تحسبًا لوقوع هجوم من جنود مظلات إيرانيين منقولين جوًا.
نظرًا للخسائر العالية إستراتيجيًا في عدد القتلى والظروف المناخية القاسية التي تلت المعركة، فلم تستطع القوات العراقية شن أية هجمات أخرى ضد إيران. وظلت المدينة تحت سيطرة القوات العراقية حتى شهر أبريل 1982، عندما قام الإيرانيون بعملية بيت المقدس لاستعادة محافظة خوزستان.
تعرضت مدينة المحمرة لدمار كامل على يد قوات صدام حسين ولم ينج بها إلا عدد قليل جدًا من المباني. وهدمت مراكز حضرية رئيسية أخرى، مثل عبادان والأحواز، ولكن لم يتعرض أي مكان آخر لمقدار الدمار والخراب الذي تعرضت له مدينة المحمرة. وحتى بعد مرور عقود من الزمن على انتهاء الحرب، ما زالت بعض المباني متروكة متهدمة كما هي لتكون شاهدًا على من حاربوا. وتتضمن بقايا الكتابات على الجدران في بعض الأماكن كلمات محفورة، مثل «سنبقى هنا إلى الأبد». وقد كانت مدينة المحمرة واحدة من أوائل وأهم الخطوط الأمامية في الحرب، وبالتالي أصبحت لها مكانة أسطورية بين الإيرانيين.

## شخصيات تاريخية
كان قائد الحرس الثوري محمد جهان آرا واحدًا من آخر الجنود القلائل الذين غادروا مدينة المحمرة بعد سقوطها في يد القوات العراقية. وواصل قتاله في حصار عبادان وقيادة القوات الإيرانية لتحرير مدينة المحمرة. وقد توفى في 24 مايو قبل تحرير المدينة. وكتبت لاحقًا أغنية تخليدًا لذكراه.
شهدت معركة المحمرة أيضًا بداية الحملة الإيرانية لتجنيد الأطفال، والتي كان مصدر إلهامها الرئيسي مقتل محمد حسين فهميده في 30 أكتوبر. وكانت هذه هي المعركة التي احتجزت فيها القوات العراقية أربع نساء إيرانيات، واحدة في الخطوط الأمامية والثلاثة الأخريات داخل المدينة. وكان هؤلاء السيدات هن الإيرانيات الوحيدات اللاتي تم أخذهن أسيرات حرب خلال الحرب العراقية - الإيرانية.

## قائمة المصادر
1. Khomeini’s Forgotten Sons: Child Victims of Saddam’s Iraq, by Ian Brown, Grey Seal Books, 1990
2. Essential Histories: The Iran Iraq War 1980-1988, by Efraim Karsh, Osprey Publishing, 2002
3. Ghost Town On The Gulf, TIME Magazine, November 24, 1980
4. A Holy War’s Troublesome Fallout, by William E. Smith, TIME Magazine, June 7, 1982
5. Twarikh Guru Khalsa by Giani Gian Singh
6. Living in Hell, by Ghazal Omid, Park Avenue Publishers, Oklahoma, July 30, 2005
7. The Road to Khorramshahr, by William Drozdiak, TIME Magazine, October 13, 1980
8. The Longest War, Dilip Hiro, Routledge, Chapman, & Hall, 1991.

## وصلات خارجية
- Official Site of Holy Defense - Khorramshahr نسخة محفوظة 8 أغسطس 2009 على موقع واي باك مشين.
- Persian Gulf War: Iraqi Invasion of Iran, September 1980
- Foreign Military Studies Office: MOUT in Iraq: Population Dependent?
- Armor Evens the Odds in Two Urban Battles A Tale of Two Cities – Hue and Khorramshahr
- Photos of Mohammed Jahanara نسخة محفوظة 18 سبتمبر 2009 على موقع واي باك مشين.
- Mohammed Hossein Fahmideh clip
- The Only Iranian Woman Captured at the Front نسخة محفوظة 30 سبتمبر 2011 على موقع واي باك مشين.
- نسخة محفوظة 29 مايو 2010 على موقع واي باك مشين.
- نسخة محفوظة 19 سبتمبر 2020 على موقع واي باك مشين.
- نسخة محفوظة 4 مارس 2016 على موقع واي باك مشين.